# Forget to Remember
«Forget to Remember» es un sencillo de la banda estadounidense Mudvayne, lanzado en 2005. Forma parte del tercer álbum de estudio Lost and Found. Contiene tres minutos y medio de duración y fue producido por Dave Fortman bajo el sello discográfico Epic Records. La canción es uno de los discos incluidos en la banda sonora de la película Saw II.

## Video
En septiembre de 2005, la banda se reunió con el director de cine Darren Lynn Bousman, cuya película Saw II estaba en producción y que contaba con este sencillo. Bousman les mostró una escena que representa a un hombre cortando su ojo fuera de su cráneo para recuperar una llave. Chad Gray habló con Bousman sobre el tema en el restaurante Big Boy Bob, dos años antes, y Bousman reveló que él llevaría a cabo sus reuniones de producción en el restaurante, y que Saw II se había basado en un guion que escribió años antes. Gray apareció en un pequeño papel en la película, y Bousman dirigió el video musical de «Forget to Remember», que contó con clips de la filmación y actuación en uno de los conjuntos de la película.

## Posicionamiento
| Lista                  | Posición |
| ---------------------- | -------- |
| Mainstream Rock Tracks | 8        |